# Aerostatika
Aerostatika se bavi uvjetima ravnoteže zraka i drugih plinova, odnosno zakonima ravnoteže tijela u nekom plinovitom mediju (na primjer stlačeni zrak u zatvorenom spremniku, ponašanje balona ili zračnog broda). Aerodinamika proučava strujanje zraka i drugih plinova, kao i sile koje djeluju na neko tijelo (na primjer zrakoplov) kada se ono relativno giba s obzirom na plinoviti medij. Aeromehanika je grana mehanike fluida koja ispituje zakonitosti ravnoteže i gibanja zraka i drugih plinova. Dijeli se na aerostatiku i aerodinamiku.

## Aerodinamika
Aerodinamika je znanstvena disciplina u okviru mehanike fluida koja proučava strujanje plinova i sile kojima plin, u prvom redu zrak, djeluje na neko tijelo kad između njih postoji relativno gibanje. Aerodinamika je posebno važna za aeronautiku, jer istražuje uzgon, otpor i momente uzrokovane silama zraka na zrakoplov (aerodinamičko ispitivanje). Jedna je od osnovnih zadaća aerodinamike da odredi takav oblik zrakoplova, odnosno njegovih pojedinih dijelova (krilo, trup, krilca, zakrilca), koji će pri gibanju kroz zemaljski zračni omotač imati optimalna aeronautička svojstva, to jest velik uzgon i malen otpor, a ujedno će funkcionalno odgovarati svojoj namjeni.
Aerodinamika razlikuje nekoliko područja brzina relativnog gibanja u kojima su strujanje zraka i pojave uzrokovane tim strujanjem bitno različiti, pa su i optimalni oblici tijela (aeroprofili) i konstrukcija zrakoplova za svako područje drugačiji. U području malih podzvučnih brzina (Machov broj manji od 0,4) zrak se može smatrati praktički nestlačivim, pa otpor zrakoplova ovisi jedino o viskoznim svojstvima zraka, to jest sastoji se od otpora trenja, uzrokovanog manjom brzinom strujanja u graničnom sloju i pojavom tangencijalnog naprezanja, zatim od takozvanog otpora oblika i induciranog otpora, koji nastaju zbog djelovanja različitog tlaka na pojedinim dijelovima površine i zbog stvaranja zračnih vrtloga. 
U uskom prijelaznom području između podzvučnih i nadzvučnih brzina, na strujanje počinje utjecati, osim viskoznosti, i stlačljivost zraka. Pri brzinama bliskima brzini zvuka stvara se uz površinu tijela udarni val, koji se očituje skokovitom promjenom gustoće, tlaka, temperature i brzine, a posljedica je toga povećanje otpora i promjena uzgona. To se prijelazno područje naziva zvučnom barijerom ili zvučnim zidom. U nadzvučnom području, kad je brzina zrakoplova veća od brzine zvuka, udarni se valovi stvaraju ispred tijela i na prednjem i izlaznom bridu krila. Pri brzinama većima od peterostruke brzine zvuka (hiperzvučne brzine) nastaje jako zagrijavanje i pojavljuju se termodinamički učinci (aerotermodinamika) kojih nema pri nižim brzinama.

## Osnovna svojstva plinova

### Ekspanzivnost
Kohezija je kod plinova još manja nego kod tekućina, pa su stoga njihove čestice još pokretljivije. Molekule plinova nastoje da se što više rašire na sve strane i zbog toga ispunjavaju svaki prostor koji im stoji na raspolaganju. Plin, odnosno dim koji izlazi iz dimnjaka, rasprostire se na sve strane u prostoru. Sila kojom se plinovi rastežu zove se ekspanzija. 

### Kompresibilnost
Zbog ekspanzije, plinovi nemaju stalan oblik ni obujam (volumen), pa ih moramo držati u zatvorenim posudama, u kojima ih možemo stisnuti na mali obujam. Svojstvo plinova da se mogu stlačiti na mali obujam zove se kompresibilnost.

### Aerostatički tlak
Budući da plinovi imaju svoju težinu, oni ne vrše tlak samo zbog svoje ekspanzije, nego i zbog svoje težine. Tlak koji vrše plinovi zbog svoje težine, zove se aerostatički tlak. On raste s dubinom i na dnu posude jednak je težini okomitog stupca plina. Tlak se kod plinova vlada također po Pascalovu zakonu, pa zbog toga postoji aerostatički tlak na dno, bokove i uvis. Kod malih količina plina, aerostatički tlak je neznatan zbog njihove male težine, te se stoga može zanemariti. Kod velike količine plina, aerostatički tlak je veći od tlaka zbog njegove ekspanzije. Jedan litar zraka kod 0 °C i kod normalnog atmosferskog tlaka važe 1,293 ∙ p, odnosno 1 m3 zraka važe 12,93 N (1,293 kg). Specifična težina plinova je uopće vrlo malena. Tako je na primjer 1 litar vodika oko 11 000 puta lakši od 1 litre vode, a 1 litar zraka 773 puta. 

## Uzgon u zraku
Arhimedov zakon ne vrijedi samo za tekućine, nego i za plinove. Svako fizikalno tijelo u zraku, odnosno u plinu, izgubi toliko na težini koliko je težak istisnuti zrak, odnosno plin. Arhimedov zakon za plinove glasi: "Svako tijelo u zraku ili u bilo kojem plinu postaje za onoliko lakše koliko važe istisnuti zrak, odnosno plin". Uzgon u zraku dolazi do izražaja kod tijela koja su razmjerno lagana obzirom na svoj obujam (volumen). Tako na primjer tijelo obujma 1 m3 dobiva uzgon od 12,93 N (tijelo težine 1,293 kilograma i obujma 1 m3 bi lebdilo u zraku), jer je tolika težina 1 m3 istisnutog zraka. Ako je težina tog tijela manja od uzgona, tijelo će se dizati. U većim visinama, gdje je zrak rjeđi, uzgon je manji zbog manje gustoće zraka.
Baloni i zračni brodovi (dirižabli) zovu se zajedničkim imenom aerostati. Njihovo se dizanje osniva na uzgonu u zraku. Baloni se grade od platna presvučenog kaučukom (ili nekim modernijim sintetskim materijalom), a ispunjeni su lakšim plinom od zraka. Obično su punjeni vodikom koji je 14 puta lakši od zraka, ali mu je nedostatak što je lako upaljiv. Zato se baloni po mogućnosti pune helijem koji nije zapaljiv. Balon je otvoren prema dolje da suvišak plina može izaći ako unutarnji tlak plina veći od vanjskog tlaka (atmosferski tlak), jer bi inače balon mogao prsnuti. Preko lopte prebačena je mreža užeta na kojima visi gondola za smještaj ljudi i tereta. Uzmemo li da je težina mreže, gondole i tereta G, a težina plina u balonu ρp ∙ V ∙ g, gdje je V - volumen balona, ρp - gustoća plina, a g - ubrzanje zemljine sile teže (oko 9,81 m/s2), onda je cjelokupna težina balona Gu:
{\displaystyle G_{u}=G+\rho _{p}\cdot V\cdot g}
Ako je gustoća zraka ρz, onda je uzgon balona ρz ∙ V ∙ g, to jest jednak je težini istisnutog zraka. Balon će se dizati ako mu je cjelokupna težina manja od uzgona, to jest ako je:
{\displaystyle G+\rho _{p}\cdot V\cdot g<\rho _{z}\cdot V\cdot g}
pa će sila koja će balon dizati uvis biti:
{\displaystyle F=\rho _{z}\cdot V\cdot g-(G+\rho _{p}\cdot V\cdot g)}
ili pojednostavljeno:
{\displaystyle F=V\cdot g\cdot (\rho _{z}-\rho _{p})-G}
pa se F naziva pogonska sila balona ili zračnog broda.